# 細田安兵衛 (6代目)
細田 安兵衛（ほそだ やすべえ、1927年8月18日 - 2021年11月3日）は、日本の実業家。榮太樓總本鋪第6代社長、相談役。幼名は恕夫。

## 経歴
1927年東京都中央区日本橋一丁目生まれ。1950年慶應義塾大学経済学部卒業。株式会社榮太樓總本鋪入社。1972年代表取締役社長に就任。1995年代表取締役会長に就任。2000年相談役に就任。
- 東京都及び全国和菓子協会名誉顧問
- 東京都及び全国観光土産品連盟顧問特別顧問
- 東京都及び全国観光土産品公正取引協議会特別顧問
- 東京商工会議所名誉議員
- 茶道宗遍流時習軒十一世家元
- （社）日本橋倶楽部相談役、名橋「日本橋」保存会副会長　他
- 地元日本橋関係各種団体役員を歴任している

- 1994年　藍綬褒章受章
- 1999年　勲四等瑞宝章受章
- 2012年　東京都中央区名誉区民[4]

## 著書
- 『江戸っ子菓子屋のおつまみ噺』（慶應義塾大学出版会刊）